# Марк Деций (народный трибун 491 года до н. э.)
Марк Де́ций (лат. Marcus Decius; VI—V века до н. э.) — древнеримский политический деятель времён ранней Римской республики.
Согласно исторической традиции, Марк Деций в 494 или 493 году до н. э., при первом исходе плебеев из Рима (secessio plebis), был послом от плебеев к римскому сенату для ведения переговоров об условиях возвращения в город ушедших из него жителей. В 491 году до н. э. он, будучи народным трибуном, был обвинителем на суде против полководца и патриция Гнея Марция Кориолана.